# Висоцько (Підкарпатське воєводство)
Висоцько (пол. Wysocko) — село у Польщі, у гміні Ляшки Ярославського повіту Підкарпатського воєводства. Знаходиться в Надсянні, на відстані 11 км на схід від Ярослава. Населення — 645 осіб (2011).

## Історія
Перша згадка про село походить з 1447 р., першим власником був Ян з Тарнова. Пізніше селом володіли Замойські й Чорторийські. У 1724—1734 рр. Марія Софія Сенявська збудувала новий палац за проектом Джованні Спацціо. 
Відповідно до «Географічного словника Королівства Польського» на 1895 р. село належало до Ярославського повіту. Була греко-католицька парафіяльна церква. В селі було 895 мешканців, на території панського двору графа Замойського — 81 мешканець..
У 1889 р. змурували нову церкву Різдва Пресвятої Богородиці, яка була парафіяльною церквою Ярославського деканату Перемишльської єпархії.
Після окупації поляками Галичини село входило до Ярославського повіту Львівського воєводства Польщі, а після укрупнення ґмін 1 серпня 1934 року включене до ґміни Муніна. На 01.01.1939 в селі проживало 1280 мешканців, з них 1180 українців-грекокатоликів, 30 українців-римокатоликів, 50 поляків, 50 євреїв. Після анексії СРСР Західної України в 1939 році село включене до Ляшківського району Львівської області.
16 серпня 1945 року Москва підписала й опублікувала офіційно договір з Польщею про встановлення лінії Керзона українсько-польським кордоном. Українці не могли протистояти антиукраїнському терору після Другої світової війни. Частину добровільно-примусово виселили в СРСР (679 осіб — 166 родин). Решта українців попала в 1947 році під етнічну чистку під час проведення Операції «Вісла» і була депортована на понімецькі землі у західній та північній частині польської держави. Церкву переобладнали на костел.
У 1975—1998 роках село належало до Перемишльського воєводства.

## Демографія
Демографічна структура станом на 31 березня 2011 року:
|          | Загалом | Допрацездатний вік | Працездатний вік | Постпрацездатний вік |
| -------- | ------- | ------------------ | ---------------- | -------------------- |
| Чоловіки | 318     | 59                 | 209              | 50                   |
| Жінки    | 327     | 59                 | 188              | 80                   |
| Разом    | 645     | 118                | 397              | 130                  |